# P-47 ACES
『P-47 ACES』（ピーよんなな - エイセス）は、NMKが開発し、1995年3月にジャレコが発売した業務用ビデオゲーム。同社の『P-47』の続編で、性能の異なる4種類の実在戦闘機を操縦して、全8面の踏破を目指す、2人同時プレイが可能な横スクロールシューティングゲームである。
ジャレコのシステム基板「メガシステム32」の第3弾ソフトとして発売された。
2022年9月には、exA-Arcadiaがシティコネクションから許諾を受けて開発した、本作のリメイク作となる『P-47 ACES改』（ピーよんなな - エイセスかい、英: P-47 ACES Mark II）が、同社のシステム基板「exA-Arcadia」用ソフトとして発売および稼働された。本稿では、同作についても記述する。

## 概要
『P-47』の続編となる横スクロールシューティングゲーム。第二次世界大戦を舞台とした前作とは異なり、本作は現代が舞台となり、過去の名戦闘機が現役で活躍する設定のレトロSF調の世界観となっている。ステージ数は全8面。
使用できる機体は前作の1種類から4種類へと増加し、それぞれの機体にはパイロットのキャラクターが設定された。
難易度は高く、書籍『ジャレコ・アーカイブズ』では「難易度は極めて高い」「当時進行していたシューティングゲームの高難易度化を象徴するような作品」、『シューティングゲームサイド Vol.8』ではライターの大瀬子ヤエは「ステージ1の序盤から敵の猛攻に戸惑うことだろう」「のっけから激ムズ」と、それぞれ評している。

## アイテム
AアイテムとSアイテムは一定時間ごとに交互に切り替わる。
A(アンチエアー)
対空攻撃をパワーアップさせる。最大5段階までパワーアップし、最大パワー時に取ると1万点のボーナス。
S(アンチサーフェイス)
対地攻撃をパワーアップさせる。最大5段階までパワーアップし、最大パワー時に取ると1万点のボーナス。
B(ボム)
ボムを1個追加させる。AアイテムまたはSアイテムを6個取るごとに1個出現する。
1UP
残機が1つ増える。スコアが50万点に到達した際に1個出現する。
ハイパー
対空対地攻撃を最大までパワーアップさせる。

## ステージ構成
指令1:前線部隊からの要請
山岳地に隠れて味方に攻撃を行う敵重自走砲を破壊する。
ボス:LOKI
指令2:工場の人々を救え
工業地帯への爆撃を止めるべく、敵戦略爆撃機を撃墜する。
ボス:GIGAH
指令3:新兵器の脅威
新兵器の重砲を搭載し、研究所から量産のため工場へ出発した敵大型ヘリを撃墜する。
ボス:FA223
指令4:海軍の援助
味方機動艦隊を脅かす、敵主力戦艦とその駆逐艦を撃沈させる。
ボス:B−SHIP
指令5:情報戦争
敵に奪われた暗号文書を消滅させるべく、文書がある敵水上機を撃墜する。
ボス:HE813
指令6:人道を無視した兵器
砂漠に集結した細菌兵器を搭載するグライダー5機を撃墜し、同時に敵重戦車を破壊する。
ボス:E-1000
指令7:首都突入
敵国首都突入を妨害する敵陸上戦艦を破壊する。
ボス:RAGNA313
最後の指令:責任を取らせろ
爆撃隊を引き連れ、首都から脱走した最重要戦犯となる敵国元首を追う。
ボス:SHETLAND

## 登場機体
THUNDERBOLT
- パイロット:SERGEANT JODY S.
- AGE:21

BLACKWIDOW
- パイロット:SERGEANT KIM BLAIR
- AGE:28

SWORDFISH
- パイロット:CAPTAIN UNCLE
- AGE:52

SPITFIRE
- パイロット:SERGEANT HARRY B.
- AGE:24

## 評価
ゲーム誌『ゲーメスト』の企画「第9回ゲーメスト大賞」（1995年度）で、読者投票によりベストシューティング賞8位を獲得している。
ゲーム雑誌『シューティングゲームサイド Vol.8』にてライターの大瀬子ヤエは、自機がパワーアップをするほどに敵同様の豪快な攻撃を繰り出せ、デカキャラをガシガシと撃ちまくる快感と、大量のオブジェクトで表現される破壊エフェクトが心地よいと評価し、また改めてこのゲームをプレイすると、このゲームチューニングの過激さは時代の要請に応じてリアルタイムに変化し続けた「望ましいシューティング像」のあるいっときの証しではないかとし、前作とは「全く別もの」、「難しい」の2点だけでネガティブな評価を下すのなら、ちょっと待って欲しいとしている。

## P-47 ACES改
『P-47 ACES改』（ピーよんなな エイセス かい、英: P-47 ACES MK.II, P-47 ACES MARK II）はexA-Arcadiaが開発し、2022年9月29日に同社のシステム基板「exA-Arcadia」用ソフトとして発売・稼働された業務用ビデオゲーム。1995年にジャレコが発売した横スクロールシューティングゲーム『P-47 ACES』のリメイク作である。
なお本作は、ジャレコの版権を保有するシティコネクションの許諾を得て、開発されている。
本作には、原作の忠実な再現を目指した上で、4種類の新機体とアレンジBGMの追加、キャラクターデザインの変更を行った「P-47 ACES」モード、4人同時プレイとワイド画面に対応し、バランス調整を行った「P-47 ACES WIDE」モード、ハイパーシステムの追加やステージおよび敵の追加実装を行いゲーム内容に大きな変更を加えた「P-47 ACES改」モードが実装されている。
アレンジBGMは、原作『P-47 ACES』の音楽担当者の一人である並木學と、前作『P-47』の音楽を担当した岡村静良が編曲を担当している。
追加された4つの機体のうち、2機体は『プラスアルファ』よりセリアとルゥミィがゲスト出演している。

## 関連作品
- P-47II MD - 1990年にジャレコがメガドライブ向けに開発し、ジャレコの権利を継承したシティコネクションが2025年に発売した『P-47』の関連作[11]。『P-47 ACES』とは異なり、ジャレコ自身による開発である[11]。